# Ålesund
Ålesund (norveška izgovorjava: [ˈôːɫəsʉn]) je občina v okrožju Møre og Romsdal na Norveškem. Je del tradicionalnega okrožja Sunnmøre in središče regije Ålesund. Mesto Ålesund je upravno središče občine Ålesund, pa tudi glavno ladijsko mesto okrožja Sunnmøre. Mesto je morsko pristanišče in je znano po svoji koncentraciji arhitekture Art nouveau. Čeprav se včasih mednarodno piše s starejšim imenom Aalesund, je to črkovanje v norveščini zastarelo. Vendar pa lokalni nogometni klub Aalesunds FK še vedno nosi to črkovanje, saj je bil ustanovljen pred uradno spremembo.
Občina s 633 kvadratnimi kilometri je 184. največja po površini od 356 občin na Norveškem. Ålesund je 13. najbolj naseljena občina na Norveškem s 67.114 prebivalci. Gostota prebivalstva v občini je 110,5 prebivalcev na kvadratni kilometer, prebivalstvo pa se je v zadnjih 10 letih povečalo za 9,9 %.

## Zgodovina
Legenda pravi, da je Gangerolf (zunaj Norveške bolj znan kot Rollo), ustanovitelj rodbine normanskih vojvod iz 10. stoletja, izhajal iz skupnosti Giske, severozahodno od Ålesunda. Obstajajo vsaj trije kipi Rolleja: v mestnem parku v Ålesundu, v mestu Rouen v Franciji in v Fargu v Severni Dakoti v Združenih državah Amerike.
Leta 1835 je Ålesund štel 482 prebivalcev. Do leta 1900 se je število prebivalcev povečalo na 11.777.
V noči na 23. januar 1904 je bilo mesto prizorišče Ålesundskega požara, enega najhujših od številnih požarov, ki so jim bila podvržena norveška mesta, nekoč zgrajena pretežno iz lesa. Praktično celotno mesto je bilo ponoči uničeno, ogenj je razpihoval vihar, prebivalstvo pa je moralo mesto zapustiti sredi noči. V požaru je umrla le ena oseba, 76-letna Ane Heen, več kot 10.000 ljudi pa je ostalo brez zatočišča.
Nemški cesar Viljem je bil pogosto na počitnicah v Sunnmøreju. Po požaru je poslal štiri vojaške ladje z materialom za gradnjo začasnih zatočišč in barak. Po obdobju načrtovanja je bilo mesto ponovno zgrajeno iz kamna, opeke in malte v jugendstilu (Art Nouveau), arhitekturnem slogu tistega časa. Strukture je zasnovalo približno 20 gradbenih mojstrov in 30 norveških arhitektov, večina izmed njih se je izobraževala v Trondheimu in Charlottenburgu v Berlinu, navdih pa je črpala iz vse Evrope. V čast cesarju Viljemu je po njem poimenovana ena najbolj obiskanih ulic v mestu.
Mesto ima nenavadno dosledno arhitekturo, večina stavb je bila zgrajena med letoma 1904 in 1907. Jugendstilsenteret je nacionalni interpretacijski center, obiskovalci lahko izvedo več o mestnem požaru, obnovi mesta in slogu Art Nouveau. Ålesund je partner v mreži Art nouveau, evropski mreži za sodelovanje, ustanovljeni leta 1999 za preučevanje, varovanje in razvoj Art nouveauja.
Izraz »mali London« se je pogosto uporabljal za skupnost med okupacijo Norveške s strani nacistične Nemčije zaradi norveškega odporniškega dela, ki je potekalo tukaj. Med drugim je bilo mesto osrednje mesto za lete na Škotsko in v Anglijo.

## Geografija
Občina Ålesund zaseda sedem zunanjih otokov v okraju Møre og Romsdal: Hessa, Aspøya, Nørvøya, Oksenøya, Ellingsøya, Humla in Tørla. Mestno središče je na otokih Aspøya in Nørvøya, medtem ko sta Heissa in Oksnøya stanovanjski območji.
Drugi največji otok, Ellingsøya, je bil včasih dostopen samo s čolnom ali po cesti preko občine Skodje, vendar je bil leta 1987 zgrajen podvodni predor Ellingsøy, da bi bilo potovanje med otokom in mestnim središčem bolj priročno. Predor je dolg 3481 metrov in je bil nadgrajen leta 2009.
Ålesund leži 236 kilometrov severovzhodno od mesta Bergen in meji na fjorda Hjørund in Geiranger, slednji je na Unescovem seznamu svetovne dediščine.
Občina obsega 93 kvadratnih kilometrov. Ima (2017) 47.199 prebivalcev, kar pomeni, da je gostota prebivalstva 506,6 prebivalcev na kvadratni kilometer. Prebivalstvo aglomeracije, ki vključuje dele sosednje občine Sula, je 48.460. Občina vključuje tudi tri manjša ločena mestna območja na otoku Ellingsøya: Hoffland, Årset in Myklebost s skupno 1279 prebivalci. Druge vasi so Løvika in Spjelkavik, obe na Uksenøyi.

### Podnebje
Ålesund ima zmerno oceansko podnebje (Köppen Cfb), znano tudi kot morsko podnebje zahodne obale. Najbolj suha sezona je april-julij. Najbolj namočeno obdobje je september-januar, najbolj namočen mesec pa december. Povprečna letna temperatura 8,1 °C je izjemno topla za zemljepisno širino 62 °S. To je v veliki meri posledica milih jeseni in zim, ki lahko včasih doživijo močan veter. Rekordno nizka temperatura je od januarja 2010, rekordna najvišja pa od julija 2018. Najvišja temperatura, ki je bila kdaj koli zabeležena v občini, je 34,4 °C na vremenski postaji malo vzhodneje (v notranjosti) samega mesta. Najnižje vrednosti Atlantskega oceana lahko včasih povzročijo tople zimske najvišje vrednosti v Ålesundu zaradi učinka foehn zaradi vetrov, ki silijo čez gore v Sunnmørsalpene.

## Pobratena mesta
Ålesund pobraten z:
- Akureyri, Islandija (1949)
- Borgo a Mozzano, Italija (1979)
- Lahti, Finska (1947)
- Peterhead, Škotska, Združeno kraljesatvo (1967)
- občina Randers, Danska (1947)
- Tacoma, Washington, ZDA (1986)
- občina Västerås, Švedska (1947)